# Depresión de Unare
La Depresión de Unare (también llamada Depresión del Unare o depresión del río Unare) es un accidente geográfico al nororiente del país suramericano de Venezuela y frente al mar Caribe. Separa la Serrania del Interior de la Cordillera Oriental y los llanos centrales de Venezuela de los orientales. Posee un clima de bosque seco tropical y pequeñas colinas. Recibe su nombre por el río unare que drena sus aguas en el mar Caribe y en dos lagunas, una de ellas también llamada Unare. Administrativamente incluye porciones de los estados Miranda, Anzoátegui y Guárico.